# Téri-vizuális vázlattömb
A téri-vizuális vázlattömb (téri-vizuális munkamemória) a munkamemória részét képezi a fonológiai hurokkal együtt. Míg a téri-vizuális vázlattömb a vizuális és téri információk, addig a fonológiai hurok a beszédalapú információk időleges tárolásáért felelős.

## Funkciói
A téri-vizuális vázlattömb egy jól körülhatárolt rendszer, melybe az információ két úton juthat – az egyik út a vizuális észlelés, a másik a vizuális képzelet. Fontos szerepet játszik a képzeleti képek megjelenítésében és manipulációjában. Erre a megállapításra Brooks-mátrix feladatok segítségével jutottak.
További fontos szerepét abban a kísérleti helyzetben detektálták, amelyben a vizsgálati személyeknek egyik esetben képzeletük segítségével, míg másik esetben verbális úton kellett szavakat elsajátítani. A kísérlet egy további részében a vázlattömböt igénybe vevő ingert mutattak a vizsgálati személyeknek. Azt tapasztalták, hogy ezzel a nehezítéssel a képzeleti technikát alkalmazó tanulás során a tanulási teljesítmény romlott. Ebből arra következtettek, hogy a két feltétel – a képzeleti tanulás illetve az inger bemutatása – egymással interferál, így ugyanazt a rendszert terheli. Vagyis a vázlattömbnek szerepe van a mnemotechnikák alkalmazásában.
Ezzel szemben a vázlattömb a jól elképzelhető szavak jobb felidézhetőségéért nem felelős. Kísérleti eredmények, melyekben absztrakt és jól elképzelhető szavak szópárait mutatták kísérleti személyeknek, azt az elképzelést támasztották alá, miszerint azokat a szavakat idézzük fel jobban (jól elképzelhető szavak), amelyeknek részletesebb a reprezentációjuk a hosszú távú memóriában.

## Idegrendszeri háttér
Képalkotó eljárások segítségével végzett vizsgálatok kimutatták, hogy egészséges emberek esetében vizuális képzeleti feladat végrehajtása során nagyfokú véráramlás-növekedés mutatkozik a tarkólebenyben, a hátsó-felső fali lebenyben és a halántéklebeny hátsó-alsó területein.
Agysérült betegek vizsgálata során világossá vált, hogy a vázlattömb két alrendszerre – téri és vizuális (mi- és hol-rendszer) – osztható az agyterületek alapján. Míg a tarkólebeny a képzelet vizuális aspektusával, addig a fali lebeny a téri kódolással áll összefüggésben.
A téri-vizuális vázlattömb vizsgálatára leggyakrabban alkalmazott módszer a Corsi teszt.